# 伯利兹河
伯利兹河（英語：Belize River；西班牙語：Río Belice），全长290公里，为伯利兹境内最长的河流。伯利兹河流经区域人口占全国人口的45%。伯利兹河发源于危地马拉，上游为莫潘河与马卡尔河，两河交汇后始称伯利兹河。伯利兹河也是当地居民的主要水源地。